# Valfornace
Valfornace är en kommun i provinsen Macerata i regionen Marche i Italien. Kommunen hade 1 015 invånare (2018).
Kommunen bildades den 1 januari 2017 genom en sammanslagning av de tidigare kommunerna Fiordimonte och Pievebovigliana.